# Государственный театр Нюрнберга
Государственный театр Нюрнберга (нем. Staatstheater Nürnberg) — немецкий мультитеатральный комплекс в Нюрнберге, образованный в 1905 году.
Четвёртый государственный театр в Баварии.

## История и деятельность

### Предыстория
Начало нюрнбергской оперы восходит к средним векам. Ещё в середине XV века в церкви Святого Зебальда была группа учеников слепого органиста Конрада Паумана — первого музыкального учебного центра в городе. Весьма популярен был фастнахтшпиль, особенно благодаря поэту и мейстерзингеру Гансу Саксу. В Нюрнберге развивались певческие школы, город стал центром менестрелей и поэтов. Значительным произведением в истории оперы Нюрнберга стало произведение «Seelewig», сочиненное городским органистом и композитором Зигмундом Штаденом. Эта пьеса — первая сохранившаяся немецкая опера, её текст написал Георг Харсдёрффер — соучредитель литературной ассоциации Пегницкий цветочный орден.
16 июня 1628 года на острове Шютт реки Пегниц открылся дом комедии, на трех этажах которого могли разместиться более 3000 человек. В нём были поставлены первые музыкальные драмы. Недостатком этого заведения было то, что из-за отсутствия отопления его можно было использовать только летом и преимущественно днем. Последние выступления здесь проходили в 1766 году, здание было снесено в 1811 году.
Реконструкция другого здания, расположенного к югу от церкви Lorenzkirche в 1668 году, в отапливаемое и освещаемое помещение дало Нюрнбергу новую игровую площадку Ночной комедийный дом. Впоследствии на его месте до 1944 года действовали ещё два театральных учреждения: Ауэрнхаймерский национальный театр и Старый городской театр. Сам комедийный театр, который горожанами назывался «оперный театр», просуществовал по сентябрь 1800 года и был закрыт из-за ветхости.
Трактирщик Георг Леонхард Ауэрнхаймер на собственные средства построил в Нюрнберге новое здание театра. Его «Национальный театр Ауэрнхаймера» («Auernheimersche Nationaltheater»), вмещавший 500 зрителей, был открыт после шести месяцев строительства 6 апреля 1801 года пьесой Августа фон Коцебу «Баярд, или Рыцарь без страха и упрёка» (нем. Bayard, oder der Ritter ohne Furcht und ohne Tadel). В 1808 году экономические проблемы вынудили Ауэрнхаймера продать свой театр, который просуществовал до 10 июня 1827 года и был закрыт из-за аварийного состояния здания.
Затем спектакли показывали в зале ратуши. Несколько позже было построено временное деревянное здание так называемого временного театра на острове Шютт — простое здание с залом в виде амфитеатра. На его открытии 26 августа 1827 года был сыгран «Сон короля Людвига» (нем. Kaiser Ludwigs Traum) Эдуарда фон Шенка. Театр был плохо приспособлен для работы в нём актёров; последний спектакль в нём состоялся 29 сентября 1833 года и в марте 1834 года последовал его снос.
Уже 30 апреля 1832 года был заложен фундамент Нового городского театра (затем, до 1905 года — Старый городской театр) на месте бывшего Национального театра Ауэрнхаймера. Строительство здания, вмещавшее около 1000 зрителей, было завершено 30 сентября 1833 года. Его архитектором был Леонард Шмидтнер. Открытие театра состоялось 1 октября 1833 года пьесой Эдуарда фон Шенка «Кипрская корона» (нем. Die Krone von Cypern). Вплоть до 1850-х годов в руководстве театра происходили частые смены, что приводило к низкому художественному качеству постановок. С 1842 по 1844 годы руководство вообще отсутствовало. В 1844—1848 годах театром руководил Фердинанд Рёдер, опытный театральный режиссёра; при нём в театре было поставлено в общей сложности 285 спектаклей. Но из-за финансовых проблем Рёдер покинул Нюрнберг.
С приходом в театр Густава Августа Брауэра, с 1850 года, театр действительно мог называть себя городским. В 1858 году Брауэр окончил свою работу в Нюрнберге, и с этого года руководство театром принял Максимилиан Рек, находившийся в должности директора 27 лет. Этот период вошел в историю театра Нюрнберга как эпоха гламура. Городской театр превратился во вторую по значимости сцену Баварии. Важным достижением Река стало то, что в театре произошли структурные улучшения и увеличилось муниципальное финансирование. Максимилиан Рек умер в 1885 году и был похоронен на кладбище Rochusfriedhof с большими почестями. На пост руководителя театра пришёл его сын — Ганс Рек. К концу XIX века, из-за растущего населения и высокого износа театра, в городе стало расти мнение о создании нового городского театра. Последний спектакль в Старом городском театре — «Вильгельм Телль» — был дан 10 мая 1905 года к 100-летию со дня смерти Фридриха Шиллера.

### XX век
Старый театр просуществовал до своего окончательного разрушения до 2 января 1945 года в годы Второй мировой войны.
Новый театр в стиле модерн строился по проекту архитектора Генриха Зилинга с 1903 по 1905 год и был торжественно открыт осенью 1905 года. Первый руководитель театра Рихард Бальдер ушел в отставку в 1914 году, его сменил на этом посту Алоис Пеннарини, который взял на себя не только обязанности режиссёра, но и исполнил ряд заглавных партий в качестве тенора. Во время Первой мировой войны театр продолжал действовать. Пережив Веймарскую республику и последующие трудные экономические времена, Нюрнбергский театр был вынужден принять меры жесткой экономии в начале 1930-х годов.
С началом нацистской диктатуры опера в Германии в целом и Нюрнбергский театр в частности были использованы для пропаганды. При этом высокая финансовая поддержка нацистского режима позволила отремонтировать весь интерьер театра в соответствии с идеологическими идеями и достичь высокого уровня художественного качества поставленных спектаклей. Последний концерт с участием не призванных на военную службу артистов оркестра состоялся 15 апреля 1945 года под звуки артиллерийского огня оканчивающейся Второй мировой войны.
После реконструкции Нюрнбергский театр первоначально использовался армией США в основном как кинотеатр и театр, в его большом фойе открылся бар с названием Stork Club. Официально Городской театр Нюрнберга был открыт 1 октября 1945 года. Что касается содержания постановок, то в 1950-х и 1960-х годах основное внимание уделялось оперетте и современным произведениям. В 1955 году отмечалось 50-летие театра.

### XXI век
21 мая 2003 года премьер-министр Баварии Эдмунд Штойбер заявил, что федеральная земля разделит половину расходов на создание многоотраслевого театра под названием Нюрнбергский государственный театр, состоящего из четырёх частей (опера, театр, балет, филармония). Постановление вступило в силу 1 января 2005 года.
С 2018 года главным управляющим являлся Йенс-Даниэль Херцог, музыкальным директором — Йоана Мальвиц.
С 2023 года главный дирижёр — Роланд Бёер.